# كاربول (فلم)
كاربول (بالإنجليزية: Carpool) هو فيلم كوميدي أمريكي، صدر عام 1996، من إخراج آرثر هيلر، وسيناريو دون ريمر، ومن بطولة توم أرنولد وديفيد بيمر.

## روابط خارجية
مقالات تستعمل روابط فنية بلا صلة مع ويكي بيانات